# جنا پریش
جنا پریش (انگلیسی: Janel Parrish؛ زادهٔ ۳۰ اکتبر ۱۹۸۸) یک موسیقی‌دان و بازیگر اهل ایالات متحده آمریکا است. وی از سال ۱۹۹۸ میلادی تاکنون مشغول فعالیت بوده‌است.

## فیلم ها
- تقدیم به همه پسرانی که عاشقشان بودم در نقش مارگوت.
- تقدیم به همه پسران: پی‌نوشت. من هنوز دوستت دارم در نقش مارگوت.
- تقدیم به همه پسران: همیشه و تا ابد، لارا جین در نقش مارگوت.
- ژپتو در نقش ناتالی.
- سلست و جس برای همیشه در نقش ساوانا.
- دروغ‌گوهای کوچک زیبا در نقش مونا وندروال.